# Eupsophus altor
Eupsophus altor es una especie de anfibio anuro de la familia Alsodidae.

## Distribución geográfica
Esta especie es endémica de la Región de Los Ríos en Chile. Se encuentra entre Lingue y Valdivia en la vertiente occidental de la Cordillera de la Costa.

## Publicación original
- Nuñez, Rabanal & Formas, 2012: Description of a new species of Eupsophus (Amphibia: Neobatrachia) from the Valdivian coastal range, southern Chile: an integrative taxonomic approach. Zootaxa, n.º 3305, p. 53-68.[2]